# Lars Christensen (remero)
Lars Christensen (Silkeborg, 27 de marzo de 1965) es un deportista danés que compitió en remo.
Ganó una medalla de oro en el Campeonato Mundial de Remo de 1995, en la prueba de doble scull. Participó en dos Juegos Olímpicos de Verano, ocupando el séptimo lugar en Barcelona 1992 (ocho con timonel) y el cuarto en Atlanta 1996 (doble scull).

## Palmarés internacional
| Campeonato Mundial | Campeonato Mundial  | Campeonato Mundial | Campeonato Mundial |
| Año                | Lugar               | Medalla            | Prueba             |
| ------------------ | ------------------- | ------------------ | ------------------ |
| 1995               | Tampere (Finlandia) | Medalla de oro     | Doble scull        |